# Baaghi (1990)
Baaghi (Hindi: बाग़ी, bāġī; dt.: Schicksal/Revolutionär) ist ein Hindi-Film von Deepak Shivdasani aus dem Jahr 1990.

## Handlung
Saajan findet nach ein paar Anlaufschwierigkeiten Freunde auf dem College. Diese schleifen ihn mit in ein Bordell, wo Saajan das Mädchen seiner Träume Kajal trifft. Kajal ist das unschuldige Opfer von Dhanraj, der das Bordell führt. Saajan verliebt sich in Kajal und darf sie für einen Tag aus dem Bordell holen und ausführen. Doch er will nicht, dass sie wieder zurückgeht, sondern sie heiraten. Aber diese Liebesbeziehung wird von der Gesellschaft nicht akzeptiert, inklusive seines Vaters Col. Sood. Col. Sood möchte, dass sein Sohn zur Armee geht. Auch Dhanraj akzeptiert diese Liebesbeziehung nicht, weil er nicht will, dass auf einmal alle seine Mädchen auf die Idee kommen abzuhauen und damit sein Geschäft kaputt machen.

## Sonstiges
- Die Idee der Story war von Salman Khan.
- Um dem Film eine Werbung zu machen, hat der Produzent Nitin Manmohan Autoaufkleber angefertigt, mit der Aufschrift „Shut up, I am BAAGHI. Unnecessary honkers, beware...“.
- Der Song Tap Tap Tapori wurde hinzugefügt, als der Film fertig war, und das Veröffentlichungsdatum bereits bekanntgegeben wurde.